# Handroanthus impetiginosus

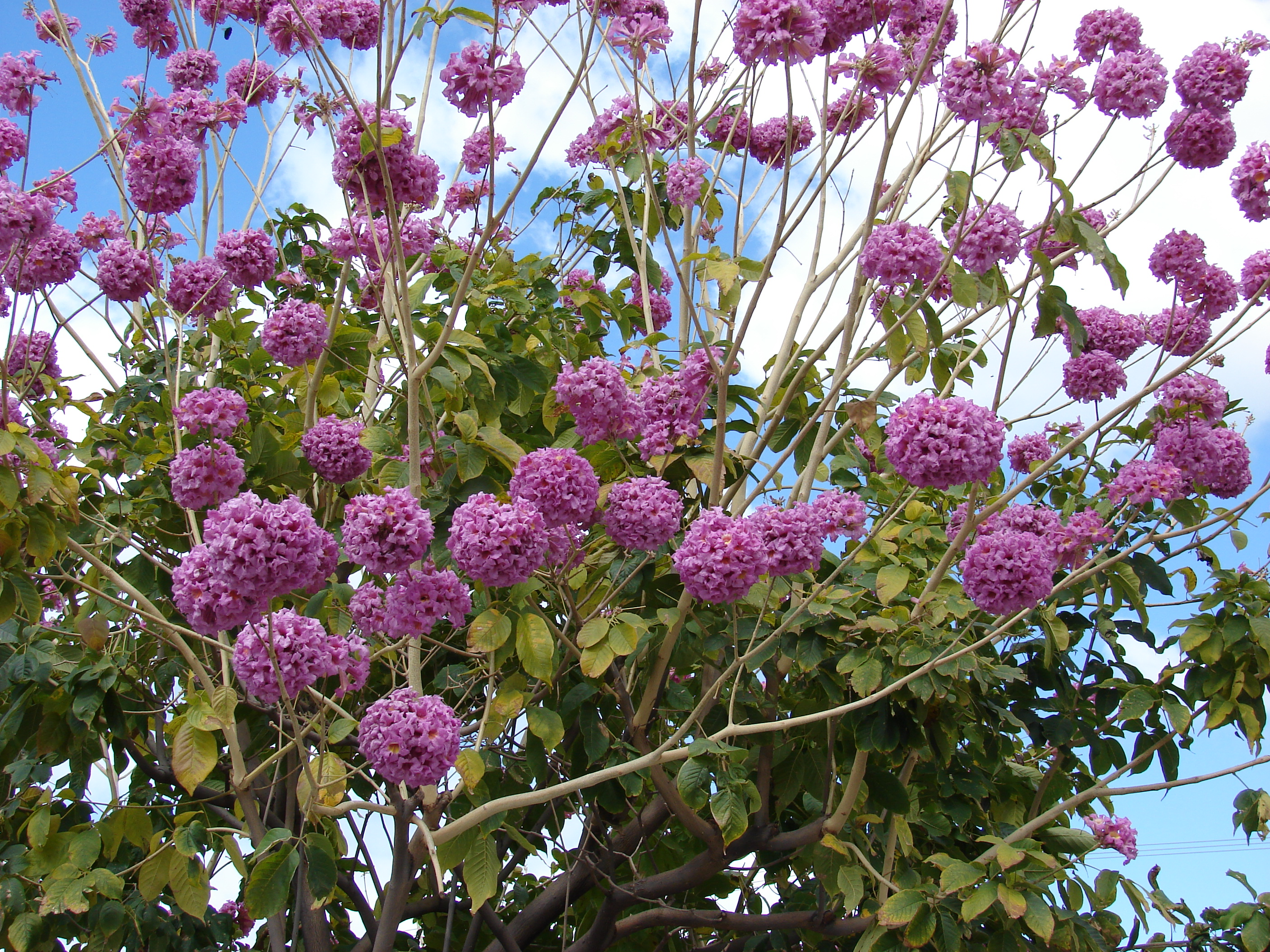
Blütenstände

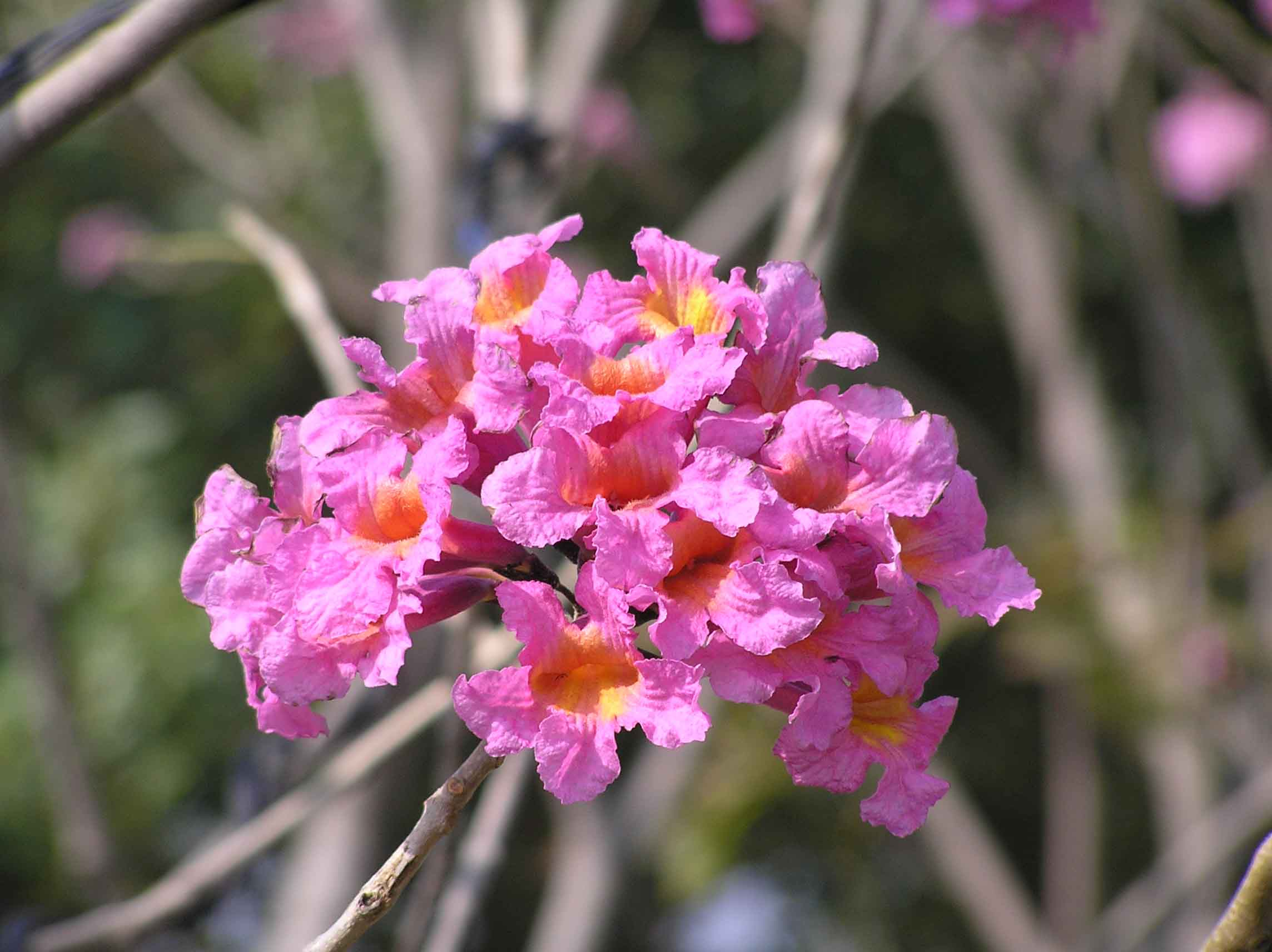
Blüten

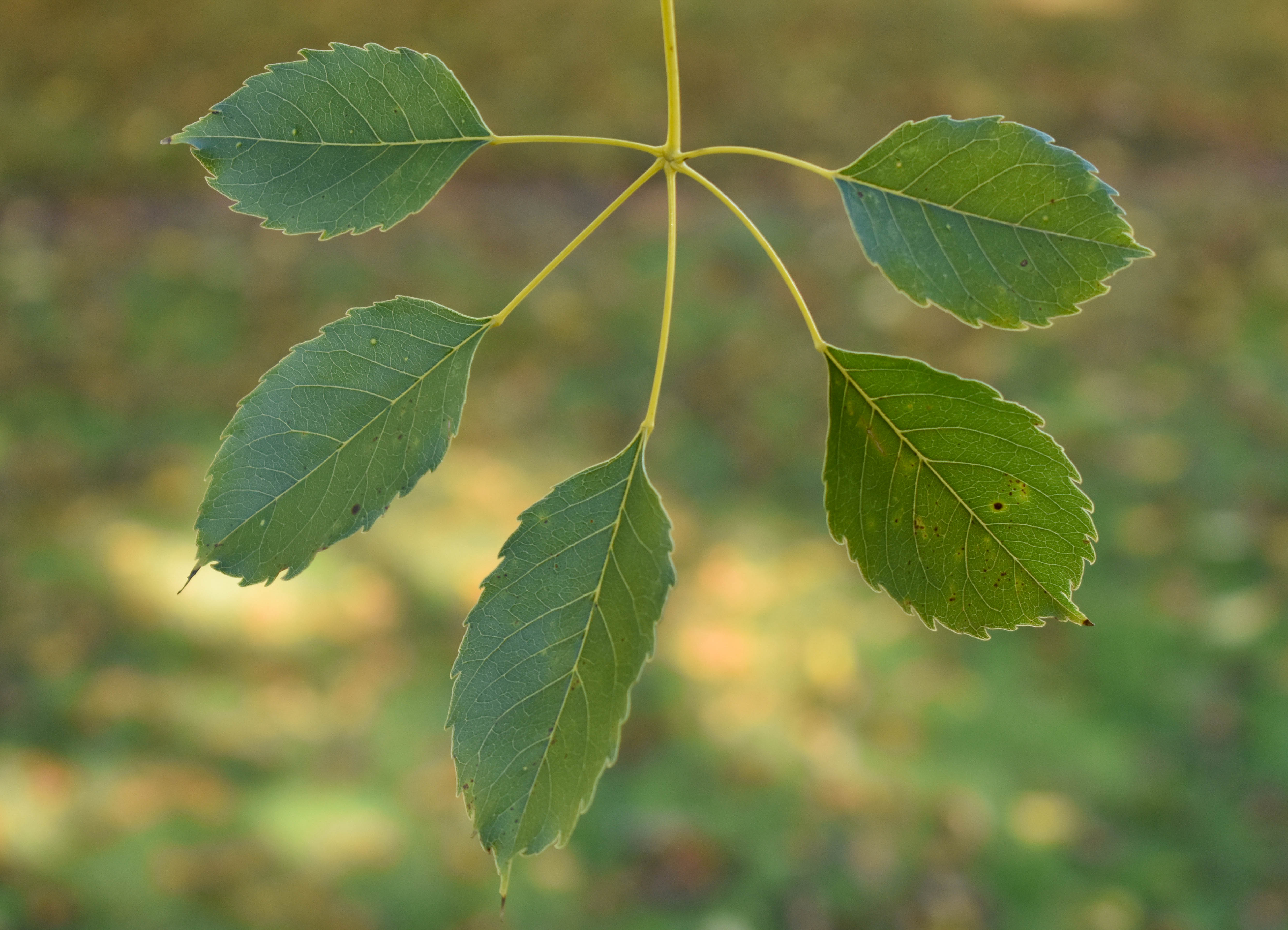
Blatt

Handroanthus impetiginosus (Syn. Tabebuia impetiginosa) ist eine Laubholzbaumart aus der Gattung Handroanthus, die zur Familie der Trompetenbaumgewächse (Bignoniaceae) gehört. Die Art ist von Mexiko, Zentralamerika bis ins mittlere Südamerika verbreitet. Umgangssprachlich wird diese Baumart zusammen mit mehreren anderen in Mittel- und Südamerika vorkommenden Arten häufig Lapacho genannt.

## Beschreibung

### Vegetative Merkmale

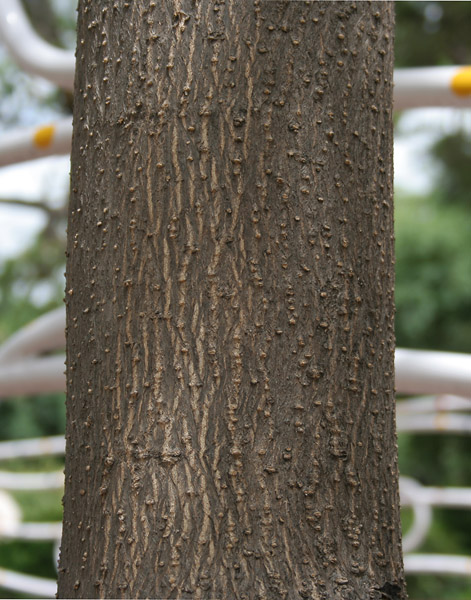
Rinde

Handroanthus impetiginosus ist ein bis zu 30–35 m hoher, laubabwerfender Baum. Sein Brusthöhendurchmesser erreicht bis zu 70–80 cm. Seine Rinde ist relativ glatt, gräulich und mit schwachen, längs gerichteten Furchen versehen. In den Gefäßen des dunkelbraunen, festen, sehr schweren Holzes, Eisenholz (Ipê, Lapacho), ist ein gelbliches Pulver, das sogenannte Lapachol zu finden. Die Zweige sind beinahe drehrund, an den Spitzen mehlig behaart und später verkahlend.
Die gestielten Laubblätter sind zusammengesetzt handförmig mit 5–7 Blättchen, wobei die bespitzten bis zugespitzten, gestielten Teilblättchen eiförmig bis elliptisch und zur Basis hin zugespitzt, keilförmig bis gerundet oder fast herzförmig sind. Oftmals sind sie ungleich gestaltet. Das mittlere Teilblättchen wird 5 bis 19 cm lang und 1,5 bis 8 cm breit, die seitlichen Teilblätter werden zunehmend kleiner. Junge Blätter sind oftmals deutlich und regelmäßig gezähnt, an ausgewachsenen Blättern ist der Rand ganzrandig oder nur in der oberen Hälfte leicht und unregelmäßig gezähnt. Die leicht ledrige Spreite ist auf beiden Seiten leicht geschuppt. Die Behaarung, die zumindest immer auf der Unterseite an den Verzweigungen der Blattadern zu finden ist, besteht aus einfachen oder gegabelten Trichomen. Gelegentlich ist die gesamte Hauptader oder auch die gesamte Blattunterseite behaart. Oberseits sind sie nur leicht behaart. Das Stielchen des größten Teilblatts ist 1 bis 4,2 cm lang, die seitlichen werden zunehmend kürzer. Der Blattstiel ist 4 bis 13 cm lang, schuppig und fein behaart bis kahl, wie auch die Stielchen.

### Blütenstand und Blüten
Die Blütenstände sind endständige, meist mehr oder weniger gedrängte Rispen, in denen die Blüten in Dreiergruppen stehen. Die Zweige sind durch eine mehlige Behaarung aus dicken, sternförmigen Trichomen weißlich bis hellbraun gefärbt. Eine ähnliche Behaarung weist auch der Kelch auf; seine Form ist becherförmig, am Rand ist er gestutzt oder mit fünf leicht ausgeprägten Zipfeln versehen. Er wird 4 bis 6 mm (selten bis 9 mm) lang und 3 bis 6 mm breit. Die außen feinhaarige Krone ist glocken-, trichterförmig und magenta, rosa-lila gefärbt; der Kronschlund ist zunächst gelb, verblasst später purpurn (Saftmale). Sporadisch treten auch Pflanzen mit rein weißen Blüten auf. Die Krone erreicht eine Länge von 4 bis 7,5 cm, die Kronröhre ist 2,5 bis 5 cm lang und an der Öffnung 1,2 bis 5 mm breit. Die Kronlappen sind 0,9 bis 2 cm lang und auf der Außenseite flaumig behaart, die Innenseite weist nur wenige vereinzelte, einfache, drüsige Trichome auf, die sich auf der Höhe der Ansatzstellen der Staubfäden befinden.
Die relativ kurzen Staubblätter sind didynamisch und eingeschlossen, ein reduziertes Staminodium kann vorkommen. Die Staubbeutel bestehen aus zwei auseinander stehenden Theken, die 2,5 bis 3,5 mm lang sind. Der oberständige Fruchtknoten ist länglich, 3 bis 4 mm lang und 1,5 mm breit. Er ist unbehaart bis schwach schuppig mit einem eingeschlossenen Griffel. Die Samenanlagen stehen meist vierreihig in den Fruchtknotenfächern. Der Blütenboden ist becherförmig, 1 bis 1,5 mm lang und 2 mm breit. Es ist ein Diskus vorhanden.

### Früchte und Samen
Die Frucht ist eine langgestreckte, zylindrische, kahle Kapsel, die 12 bis 56 cm lang und 1,3 bis 2,6 cm breit wird. An beiden Enden ist sie zugespitzt. Die Samen sind 1 bis 1,6 cm lang und 3,4 bis 8 cm breit und mit zwei durchscheinend membranartigen Flügeln versehen, die deutlich vom eigentlichen Samenkörper getrennt sind.

## Verbreitung
Die Art ist vom südwestlichen Mexiko bis ins nordwestliche Argentinien, Bolivien, Paraguay und Brasilien verbreitet. Sie wächst zwischen Meereshöhe und 1400 m Höhe, meist in vorübergehend trockenen, laubabwerfenden oder teilweise laubabwerfenden Wäldern. Gelegentlich ist sie auch in trockeneren Teilen des Amazonasgebietes zu finden.

## Lokale Namen
In Mexiko wird der Baum als amapa, amapa prieta, amapa rosam, roble cinero, roble serrano, canafistula, canafistula cimarrona, canafistula bofa, macuil, palo de cortez, rosa morada oder ta-wi-yo bezeichnet, in Guatemala ist sie als cortez colorado, in El Salvador als cortez negro bekannt. Kolumbianische Lokalnamen lauten cafiaguate morado, roble morado oder polvillo, in Venezuela ist die Pflanze als polvillo oder araguaney poi, in Surinam als groenhart bekannt. Aus Brasilien stammen die Namen ipe roxo, ipe rosa, ipe preto und pao d'arco; aus Paraguay und Argentinien lapacho, lapacho rosado und taiiy pichai. In Bolivien wird er Tajibo genannt.
Die Namen haben unterschiedliche etymologische Abstammungen, pao d'arco heißt in etwa „Bogenbaum“, ipe roxo „Rote, dicke Rinde“ und taiiy leitet sich aus den Sprachen Guaraní und Tupi ab und bedeutet so viel wie „Stärke und Lebenskraft besitzend“.

## Botanische Geschichte und Systematik
Die Art wurde 1845 unter dem Namen Tecoma impetiginosa von Augustin-Pyrame de Candolle nach Carl Friedrich Philipp von Martius im neunten Band des Prodromus systematis naturalis regni vegetabilis Seite 218 erstbeschrieben. Das Epitheton impetiginosa verweist auf die verbreitete Verwendung der Rinde als Heilmittel gegen Impetigo contagiosa. 1936 wurde die Art von Paul Carpenter Standley als Tabebuia impetiginosa der Gattung Tabebuia zugeordnet. João Rodrigues de Mattos teilte 1970 die Gattung Tabebuia in zwei Gattungen auf, wobei er die Arten mit handartig zusammengesetzten Laubblättern und insgesamt acht bis neun Reihen von Samenanlagen in eine neue Gattung Handroanthus einordnete. Dabei wurde auch der Name Handroanthus impetiginosus (Mart. ex DC.) Mattos erstmals gültig in Loefgrenia Band 60 Seite 2 von Joáo Rodrigues de Mattos veröffentlicht. Diese Aufteilung der Gattung Tabebuia wurde jedoch von Alwyn Gentry in unterschiedlichen Werken zur Familie der Trompetenbaumgewächse abgelehnt, so dass die Art weiterhin als Tabebuia impetiginosa (Mart. ex DC.) Standl. geführt wurde. Molekularbiologische Untersuchungen von Susan Oviatt Grose und Richard Olmstead aus dem Jahr 2007 zeigten, dass dieses weit gefasste Gattungskonzepte der Tabebuia nach phylogenetischen Standpunkten nicht haltbar ist und teilten die Gattung in drei Gattungen auf, wobei der bereits beschriebene Gattungsname Handroanthus in veränderten Umfang wieder eingeführt wurde.
Neben diesen unterschiedlichen Ansichten zur Gattungszugehörigkeit der Art wurden im Laufe der Zeit eine Vielzahl weiterer Taxa beschrieben, die heute als synonym zu Handroanthus impetiginosus gelten. Dabei handelt es sich vor allem um Vertreter der Art, die auf bestimmte geographische Regionen beschränkt sind, jedoch ist keine davon eigenständig genug, um als separate Art geführt zu werden. Alwyn Gentry diskutiert in der „Flora Neotropica“ eine mögliche Unterscheidung in zwei Varietäten, die sich durch die Art der Behaarung der Blattunterseiten unterscheiden, nimmt diese Aufteilung aber selbst nicht vor. Die weißblütigen Vertreter der Art, die gelegentlich als „var. alba“ geführt werden, sind nach seiner Ansicht nicht als Varietät, sondern maximal als Form zu behandeln.